# Richard Peterkin
Richard Peterkin CBE (* 18. April 1948) ist ein lucianischer Sportfunktionär.
Richard Peterkin studierte an der University of the West Indies und erwarb den Bachelor of Science in Wirtschaftswissenschaften. An der University of Windsor erwarb er den Bachelor im Handelswesen.
Nach seiner Studienzeit arbeitete Peterkin als Buchprüfer und Unternehmenspartner für verschiedene Unternehmen in Kanada und auf St. Lucia. Seit 1993 ist er Honorarkonsul Spaniens auf St. Lucia.

## Sportadministration
Richard Peterkin, der aktiv Fußball und Cricket spielte, wurde 1992 zum Präsidenten des NOKs St. Lucias. Seit 2000 ist er zudem Schatzmeister der Panamerikanischen Sportorganisation PASO. Seit 2006 übt er dieses Amt auch für die Vereinigung der Nationalen Olympischen Komitees (ACNO) aus.

## Tätigkeiten innerhalb des IOC
2009 wurde Richard Peterkin zum IOC-Mitglied gewählt. Seit 2014 ist er Mitglied der Marketingkommission, seit 2015 der Frauensportkommission.

## Auszeichnungen
2016 wurde Richard Peterkin mit dem Order of the British Empire ausgezeichnet. Er erhielt den Orden in der dritten Stufe als Commander of the Order of the British Empire (CBE).